# 콜번 스쿨

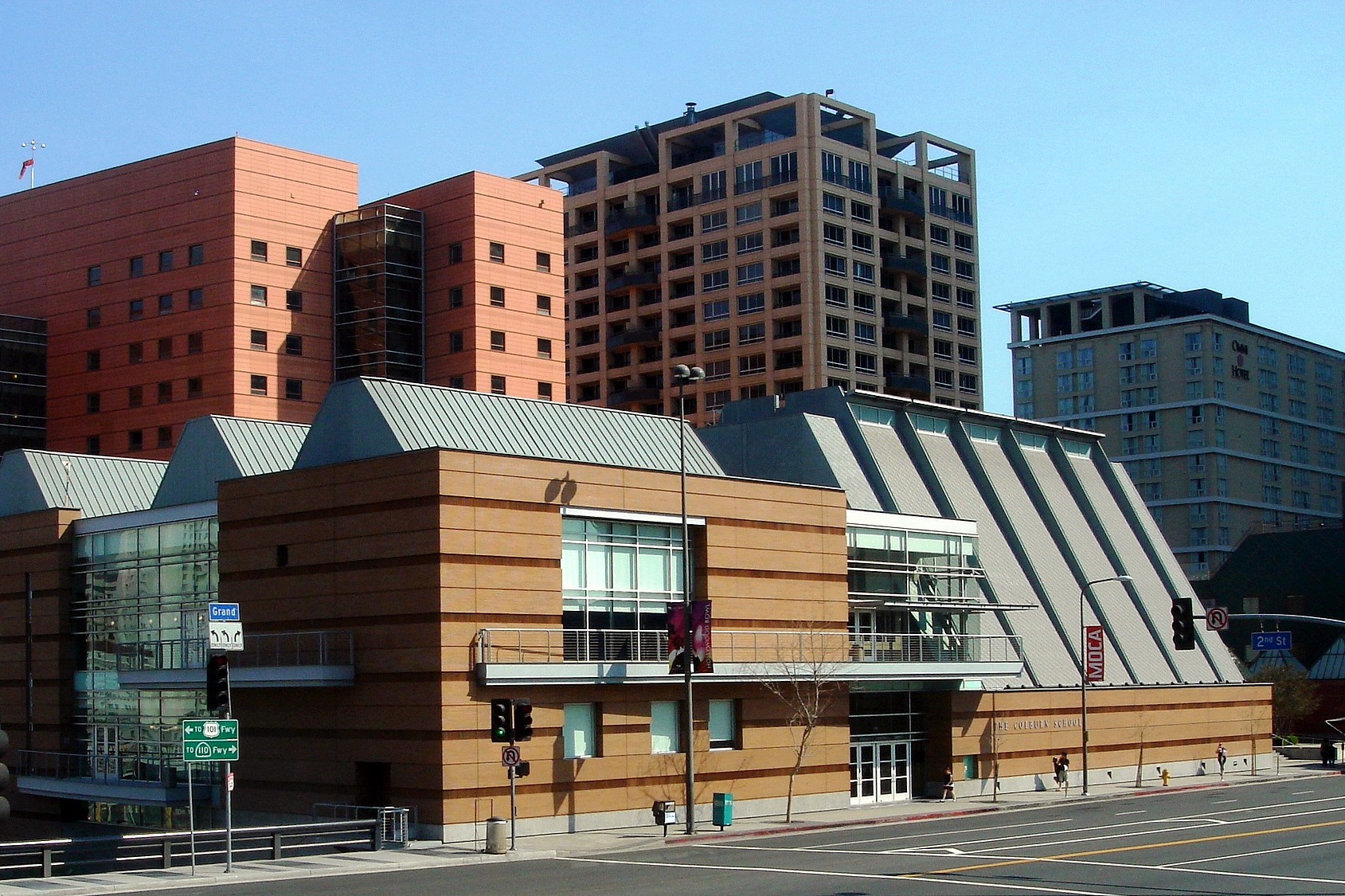
2007년 7월, Grand Avenue

콜번 스쿨(Colburn School)은 로스앤젤레스의 시내에 있는 로스앤젤레스 현대미술관 근처에 위치한 음악, 무용, 연기를 가르치는 예술 학교이다. 월트 디즈니홀을 마주보고 있는 이 학교는 크게 세 개의 프로그램 - 18세 이하의 지역 청소년들을 위한 School of Perfoming Arts, 대학 이전 과정(pre-college)인콜번 아카데미, 콜번 콘서바토리 -으로 구성되어 있다.